# A Rocksuli epizódjainak listája
Ez a lista a Rocksuli című amerikai sorozat epizódjainak felsorolását tartalmazza.
A Rocksuli amerikai vígjátéksorozat, amelyet Jim Armogida és Steve Armogida alkotott, a 2003-as azonos című film alapján. Amerikában 2016. március 12. és 2018. április 8. között futott a Nickelodeonon. Magyarországon 2016. október 2. és 2019. július 23. között futott szintén a Nickelodeonon. A sorozat főszereplői Breanna Yde, Ricardo Hurtado, Jade Pettyjohn, Lance Lim, Aidan Miner, Tony Cavalero, és Jama Williamson.

## Évados áttekintés
| Évad | Évad | Epizódok | Eredeti sugárzás     | Eredeti sugárzás | Magyar sugárzás a -on | Magyar sugárzás a -on | Magyar sugárzás a -en | Magyar sugárzás a -en |
| Évad | Évad | Epizódok | Évadpremier          | Évadfinálé       | Évadpremier           | Évadfinálé            | Évadpremier           | Évadfinálé            |
| ---- | ---- | -------- | -------------------- | ---------------- | --------------------- | --------------------- | --------------------- | --------------------- |
|      | 1    | 12       | 2016. március 12.    | 2016. június 18  | 2016. október 2.      | 2016. december 11.    | 2021. január 21.      | 2021. február 1.      |
|      | 2    | 13       | 2016. szeptember 17. | 2017. január 28. | 2017. július 16.      | 2017. október 29.     | 2021. január 12.      | 2022. október 31.     |
|      | 3    | 20       | 2017. július 8.      | 2018. április 8. | 2018. július 16.      | 2019. július 23.      | 2021. január 12.      | 2022. április 27.     |

## 1. évad (2016)
| #   | #   | Hivatalos epizódcím                    | Magyar cím                            | Rendezte             | Írta                                                                     | Eredeti premier   | Magyar premier a -on | Magyar premier a -en |
| --- | --- | -------------------------------------- | ------------------------------------- | -------------------- | ------------------------------------------------------------------------ | ----------------- | -------------------- | -------------------- |
| 1.  | 1.  | Come Together                          | Jöjjünk össze                         | Jonathan Judge       | Történet: Mike White Teleplay: Jim Armogida, Steve Armogida & Mike White | 2016. március 12. | 2016. október 2.     | 2021. január 21.     |
| 2.  | 2.  | Cover Me                               | Fedezz!                               | Jonathan Judge       | Gigi McCreery & Perry Rein                                               | 2016. március 19. | 2016. október 2.     | 2021. január 22.     |
| 3.  | 3.  | Video Killed the Speed Debate Star     | A video megsemmisíti a gyors beszédet | Bruce Leddy          | Jeremy Hall                                                              | 2016. március 26. | 2016. október 9.     | 2021. január 24.     |
| 4.  | 4.  | The Story of Us (But More About Me)    | Történetünk (vagy inkább az enyém)    | Bruce Leddy          | Eric Friedman                                                            | 2016. április 2.  | 2016. október 16.    | 2021. január 25.     |
| 5.  | 5.  | We're Not Gonna Take It                | Nem hajtunk fejet                     | Trevor Kirschner     | Laurie Parres                                                            | 2016. április 9.  | 2016. október 23.    | 2021. január 25.     |
| 6.  | 6.  | A Band with No Name                    | A névtelen banda                      | Michael Shea         | Kevin Jakubowski                                                         | 2016. április 16. | 2016. október 30.    | 2021. január 26.     |
| 7.  | 7.  | We Can Be Heroes, Sort Of              | Lehetünk hős... félék                 | Savage Steve Holland | Jay Kogen                                                                | 2016. április 23. | 2016. november 6.    | 2021. január 28.     |
| 8.  | 8.  | Should I Stay or Should I Go?          | Menjek vagy maradjak?                 | Sean Lambert         | Gigi McCreery & Perry Rein                                               | 2016. április 30. | 2016. november 13.   | 2021. január 27.     |
| 9.  | 9.  | Money (That's What I Want)             | Pénz (csak ennyi kell)                | Trevor Kirschner     | Gigi McCreery & Perry Rein                                               | 2016. május 7.    | 2016. november 20.   | 2021. január 29.     |
| 10. | 10. | Freddy Fights for His Right to Party   | Freddy és a nagy buli                 | Jay Kogen            | Jeremy Hall                                                              | 2016. június 4.   | 2016. november 27.   | 2021. január 28.     |
| 11. | 11. | (Really Really) Old Time Rock and Roll | A jó öreg rock and roll               | Jonathan Judge       | Eric Friedman                                                            | 2016. június 11.  | 2016. december 4.    | 2021. január 29.     |
| 12. | 12. | We Are the Champions ... Maybe         | Győztesek vagyunk!... Talán           | Trevor Kirschner     | Jay Kogen                                                                | 2016. június 18.  | 2016. december 11.   | 2021. február 1.     |

## 2. évad (2016–2017)
| #   | #   | Hivatalos epizódcím               | Magyar cím                 | Rendezte           | Írta                                     | Eredeti premier      | Magyar premier a -on | Magyar premier a -en |
| --- | --- | --------------------------------- | -------------------------- | ------------------ | ---------------------------------------- | -------------------- | -------------------- | -------------------- |
| 13. | 1.  | Changes                           | Változások                 | Trevor Kirschner   | Jim Armogida & Steve Armogida            | 2016. szeptember 17. | 2017. július 16.     | 2021. január 12.     |
| 14. | 2.  | Wouldn't It Be Nice?              | Ugye milyen jó lenne?      | Trevor Kirschner   | Jay Kogen                                | 2016. szeptember 24. | 2017. július 23.     | 2021. január 12.     |
| 15. | 3.  | With or Without You               | Veled vagy nélküled        | Jody Margolin Hahn | Sarah Jane Cunningham & Suzie V. Freeman | 2016. október 1.     | 2017. július 30.     | 2021. február 2.     |
| 16. | 4.  | Brilliant Disguise                | A tökéletes álca           | Trevor Kirschner   | Steve Skrovan                            | 2016. október 8.     | 2017. augusztus 6.   | 2021. február 3.     |
| 17. | 5.  | I Put a Spell on You              | Az elátkozott dal          | Jonathan Judge     | Lindsay Golder                           | 2016. október 15.    | 2017. augusztus 13.  | 2021. január 15.     |
| 18. | 6.  | Welcome to My Nightmare           | Üdv a rémálmomban          | Trevor Kirschner   | Alison Flierl & Scott Chernoff           | 2016. október 22.    | 2017. október 29.    | 2022. október 31.    |
| 19. | 7.  | Truckin                           | A büfékocsi                | Trevor Kirschner   | Jeremy Hall                              | 2016. november 5.    | 2017. augusztus 20.  | 2021. január 18.     |
| 20. | 8.  | Voices Carry                      | Csak a hang számít         | Eric Dean Seaton   | Jeremy Hall                              | 2016. november 12.   | 2017. augusztus 27.  | 2021. január 15.     |
| 21. | 9.  | Is She Really Going Out with Him? | Tényleg vele fog randizni? | Jonathan Judge     | Harry Hannigan                           | 2016. november 19.   | 2017. szeptember 3.  | 2021. január 14.     |
| 22. | 10. | Total Eclipse of The Heart        | Szívfogyatkozás            | Jay Kogen          | Corinne Marshall                         | 2017. január 7.      | 2017. szeptember 10. | 2021. január 18.     |
| 23. | 11. | Talkin' Care of Business          | Üzleti ügyek               | Jonathan Judge     | Scott Chernoff & Alison Flier            | 2017. január 14.     | 2017. szeptember 17. | 2021. január 14.     |
| 24. | 12. | Don't Let Me Be Misunderstood     | Soha ne add fel!           | Trevor Kirschner   | Jay Kogen                                | 2017.január 21.      | 2017. szeptember 24. | 2021. január 19.     |
| 25. | 13. | Don't Stop Believin               | Soha ne add fel!           | Jonathan Judge     | Steve Armogida & Jim Armogida            | 2017. január 28.     | 2017. október 1.     | 2021. január 19.     |

## 3. évad (2017–2018)
| #   | #   | Hivatalos cím                  | Magyar cím                       | Rendezte         | Írta                                     | Hivatalos premier   | Magyar premier a -on | Magyar premier a -en |
| --- | --- | ------------------------------ | -------------------------------- | ---------------- | ---------------------------------------- | ------------------- | -------------------- | -------------------- |
| 26. | 1.  | Hold on Loosely                | Menni, vagy maradni              | Jonathan Judge   | Jim Armogida & Steve Armogida            | 2017. július 8.     | 2018. július 16.     | 2021. január 12.     |
| 27. | 2.  | Do You Want To Know a Secret   | Elmondjak egy titkot?            | Eric Dean Seaton | Suzie V. Freeman & Sarah Jane Cunningham | 2017. július 15.    | 2018. július 17.     | 2021. január 12.     |
| 28. | 3.  | True Colors                    | Valós színek                     | Victor Gonzalez  | Steve Skrovan                            | 2017. július 22.    | 2018. július 18.     | 2021. január 13.     |
| 29. | 4.  | Leader of the Band             | A banda vezetője                 | Trevor Kirschner | Jeremy Hall                              | 2017. július 29.    | 2018. július 20.     | 2021. január 14.     |
| 30. | 5.  | The Other Side of Summer       | Summer másik énje                | Victor Gonzalez  | Jay Kogen                                | 2017. augusztus 5.  | 2018. július 24.     | 2021. január 15.     |
| 31. | 6.  | Minimum Wage                   | Pénzszűkében                     | Jay Kogen        | Clay Lapari                              | 2017. augusztus 12. | 2018. július 26.     | 2021. január 12.     |
| 32. | 7.  | Heroes & Villains              | Hősök és gonoszok                | Trevor Kirschner | Harry Hannigan                           | 2017. november 18.  | 2018. július 19.     | 2021. január 13.     |
| 33. | 8.  | Jingle Bell Rock               | Csengettyű rock                  | Jonathan Judge   | Suzie V. Freeman & Sarah Jane Cunningham | 2017. december 3.   | 2018. december 23.   | 2021. december 25.   |
| 34. | 9.  | Kool Thing                     | Menőzés                          | Victor Gonzalez  | Suzie V. Freeman & Sarah Jane Cunningham | 2018. január 7.     | 2018. július 30.     | 2021. január 14.     |
| 35. | 10. | Would I Lie To You?            | Hazudnék én neked?               | Katy Garettson   | Alison Flierl & Scott Chernoff           | 2018. január 14.    | 2018. július 25.     | 2021. január 15.     |
| 36. | 11. | Puppy Love                     | A kiskutya                       | Katy Garettson   | Scott Chernoff & Alison Flierl           | 2018. január 21.    | 2018. július 23.     | 2021. január 14.     |
| 37. | 12. | Love is a Battlefield          | A szerelem csatatér              | Trevor Kirschner | Harry Hannigan                           | 2018. január 28.    | 2018. július 31.     | 2021. január 15.     |
| 38. | 13. | A Matter of Trust              | Bizalom kérdése                  | Katy Garettson   | Steve Sokran                             | 2018. február 11.   | 2018. július 27.     | 2021. január 13.     |
| 39. | 14. | Don't Know What You Got        | Az emlékek értéke                | Tony Cavalero    | Shawn Simmons                            | 2018. február 18.   | 2018. augusztus 2.   | 2021. január 17.     |
| 40. | 15. | Not Afraid                     | Nincs mitől félni                | Steve Armogida   | Jeremy Hall                              | 2018. február 25.   | 2019. július 23.     | 2021. január 19.     |
| 41. | 16. | Surprise, Surprise             | Meglepetés!                      | Jay Kogen        | Jeremy Hall                              | 2018. március 4.    | 2018. augusztus 1.   | 2021. január 16.     |
| 42. | 17. | We Gotta Get Out of This Place | Ki kell jutnunk                  | Jonathan Judge   | Shawn Simmons                            | 2018. március 11.   | 2018. augusztus 3.   | 2021. január 18.     |
| 43. | 18. | Photograph                     | A fénykép                        | Jim Armogida     | Jay Kogen                                | 2018. március 18.   | 2018. augusztus 8.   | 2021. január 20.     |
| 44. | 19. | I Love Rock and Roll:Part 1    | Imádom a rock and rollt: 1. rész | Trevor Kirschner | Steve Armogida & Jim Armogida            | 2018. április 1.    | 2018. augusztus 6.   | 2022. április 27.    |
| 45. | 20. | I Love Rock and Roll:Part 2    | Imádom a rock and rollt: 2. rész | Trevor Kirschner | Steve Armogida & Jim Armogida            | 2018. április 8.    | 2018. augusztus 7.   | 2022. április 27.    |